# Robert Neumann-Ettenreich
Robert Neumann-Ettenreich (* 8. Jänner 1857 in Wien; † 26. März 1926 ebenda) war ein österreichischer Jurist und Richter. Neumann-Ettenreich war von 1905 bis 1917 Rat des Verwaltungsgerichtshofs, ab 1917 bis zu dessen Auflösung 1919 Mitglied des Reichsgerichts und ab 1919 bis zu seinem Tod schließlich Mitglied des Verfassungsgerichtshofs.

## Werdegang
Robert Neumann-Ettenreich wurde am 8. Jänner 1857 in Wien als Sohn des Majors der k.u.k. Armee Robert Ritter von Neumann-Ettenreich und dessen Frau Barbara geboren. Er verbrachte seine Kindheit im damals österreichischen Verona und anschließend in Olmütz. Schließlich besuchte er das Gymnasium in Wien und absolvierte an der Universität Wien das Studium der Rechte, wo er zum Doktor der Rechte (Dr. iur.) promoviert wurde. Seine erste Stelle in der Rechtspraxis trat er 1878 als Rechtspraktikant beim Bezirksgericht Wieden an. 1879 wurde er Auskulant.
1880 bekam Robert Neumann-Ettenreich das Haber-Luisbergsche Reisestipendium in der Höhe von 1200 fl. zugesprochen für eine Arbeit „über den Ursprung und die Erklärung positiver Rechtssätze aus den tatsächlichen Lebensverhältnissen“. Die daran anschließende Studienreise führte Neumann-Ettenreich zunächst nach Paris und anschließend an die Universität Göttingen zu Rudolf von Jhering. Die Gerichtspraxis absolvierte er wiederum am Bezirksgericht Wieden sowie am Landesgericht für Strafsachen Wien. Bereits 1884 wurde seine erste Arbeit mit dem Titel „Das gesetzliche Pfandrecht des Vermieters“ gedruckt und veröffentlicht. 1886 wurde er Gerichtsadjunkt in Oberhollabrunn, 1888 zum Bezirksgericht Währing und 1891 zum Landesgericht für Zivilrechtssachen Wien versetzt.
Oberlandesgerichtspräsident Carl Chorinský beauftragte Robert Neumann-Ettenreich in der Folge mit der Erstellung eines Programms für die Einrichtung der damals geplanten Auskulantenkurse, wobei Neumann-Ettenreich zu deren Leiter bestellt wurde und dies bis zum Jahr 1901 blieb. Parallel dazu wurde er 1894 zum Ratssekretär ernannt und erhielt eine Lehrstelle für Zivilrecht an der K.k. Akademie für Orientalische Sprachen. 1895 stieg er zum Landesgerichtsrat und Professor an der Akademie auf.
An der zu diesem Zeitpunkt anstehenden großen Reform des österreichischen Zivilprozessrechts beteiligte sich Robert Neumann-Ettenreich als Helfer Franz Kleins und erstellte in dessen Auftrag das amtliche „Formularienbuch zur Zivilprozeßordnung und Exekutionsordnung“, das 1897 erschien. Als im Jahr 1898 die neue Zivilprozessordnung in Kraft trat, war Robert Neumann-Ettenreich Leiter der ersten mündlichen Streitverhandlung nach der Reform. 1899 stieg er am Landesgericht für Zivilrechtssachen zum Oberlandesgerichtsrat auf, im Jahr 1900 wurde er Mitglied der judiziellen Staatsprüfungskommission, der er bis zu seinem Tod als Vizepräsident angehörte.
In den Jahren 1904 und 1905 war Robert Neumann-Ettenreich als Richter am Oberlandesgericht Wien tätig, ehe er 1905 an den Verwaltungsgerichtshof berufen wurde. Dort war er im Finanzsenat, aber auch in Marken- und Privilegiensachen im allgemeinen Senat tätig. Im Jahr 1917 trat er als Senatspräsident des Verwaltungsgerichtshofs in den Ruhestand, ehe er noch im selben Jahr von den Mitgliedern des Herrenhauses des Österreichischen Reichsrats ans Reichsgericht berufen wurde. Nach dem Ende der Monarchie und dem Übergang zur Republik bestellte die neue Regierung Neumann-Ettenreich 1919 als Mitglied des deutschösterreichischen Verfassungsgerichtshofs. Mit der Einführung des Bundes-Verfassungsgesetzes 1920 wurde der Verfassungsgerichtshof neu aufgestellt und Robert Neumann-Ettenreich 1921 erneut auf Vorschlag der Regierung zu dessen Mitglied ernannt. Er war ständiger Referent und Berichterstatter des VfGH bis zu seinem Tod am 26. März 1926.

## Familie
Robert Neumann-Ettenreich war ein Sohn des österreichischen Offiziers Robert Ritter von Neumann-Ettenreich (1825–1880) und dessen Frau Barbara (geborene Ettenreich). Er war ein Enkel von Josef Ettenreich, der im Jahr 1853 Kaiser Franz Joseph I. durch sein Eingreifen beim Attentat auf den Kaiser das Leben rettete, woraufhin er von diesem höchstpersönlich in den erblichen Adelsstand erhoben wurde. Robert Neumann-Ettenreich wurde demnach als Robert von Neumann-Ettenreich geboren und verlor den Adelstitel im Zuge des Übergangs von der Monarchie zur Republik und dem damit verbundenen Adelsaufhebungsgesetz. Er wurde Vater einer Tochter und zweier Söhne, von denen einer 1914 im Ersten Weltkrieg fiel und der zweite, Robert Ettenreich, später als Physiker und Radiopionier bekannt wurde.